# Chris Kenner

Kenners größter Erfolg: Like It Like That auf Instant 3229

Chris Kenner (* 25. Dezember 1929 in New Orleans, Louisiana; † 25. Januar 1976) war ein US-amerikanischer Songwriter und Sänger im Bereich Rhythm and Blues (R&B).

## Werdegang
Kenner begann seine musikalische Karriere als Songwriter in den 1950er Jahren und erlangte zunächst in New Orleans regionale Popularität. Ab 1956 begann er selbst Schallplatten zu besingen, eine seiner ersten erschien bei der neu gegründeten New Yorker Plattenfirma Baton Records. Bereits ein Jahr später bekam Kenner einen Plattenvertrag bei der etablierten Firma Imperial Records, bei der unter anderem auch Fats Domino unter Vertrag war. Auf seiner ersten Imperial-Single veröffentlichte er den von ihm komponierten Titel Sick and Tired, mit dem er in den R&B-Charts den 13. Platz erreichte. Zwischen 1959 und 1961 veröffentlichte Kenner seine Platten auf mehreren kleinen Plattenlabels, ohne mit ihnen noch einmal in die Hitlisten zu kommen. Erst mit dem Wechsel zu Instant Records im heimatlichen New Orleans kehrte der Plattenerfolg zurück. Die 1961 gegründete Firma veröffentlichte ihre erste Singleproduktion mit dem Chris-Kenner-Titel I Like It Like That. Der von Kenner und Fats Domino gemeinsam komponierte Song erreichte bei den Billboard-Charts sowohl bei den Hot 100 als auch bei den R&B-Charts Platz zwei und wurde über eine Million Mal verkauft. Es wurde Kenners größter Erfolg als Interpret. Als Sänger kam er nur noch einmal mit der 1963er Eigenkomposition Land of 1000 Dances in die Charts (77. bei Hot 100). 
Der Titel Land of 1000 Dances war auch mit anderen Interpreten erfolgreich, unter anderem erreichten Wilson Pickett in den USA die Plätze 1 (R&B) und 6 (Hot 100) sowie einen 22. Platz in Großbritannien. The Dave Clark Five kamen mit der Kenner-Komposition I Like It Like That auf den siebten Platz in den US-Hot-100. Bis 1983 kamen zehn Kenner-Songs von anderen Interpreten gesungen in die Hot 100. Einen späten und hervorragenden Erfolg hatte Kenner als Co-Autor mit dem von Ini Kamoze gesungenen Titel Here Comes the Hotstepper, der 1994 in den USA die Plätze 1 (Hot 100) und 2 (R&B) belegte und in den britischen Charts Rang vier belegte.

## Persönliches
1968 wurde Kenner wegen der Vergewaltigung einer Minderjährigen zu einer dreijährigen Gefängnisstrafe verurteilt. Später litt er unter Alkoholproblemen. Er starb 46-jährig in seiner Heimatstadt an einem Herzinfarkt.

## Billboard-Notierungen
| Titel                        | Jahr | Label    | Hot 100 | R&B |
| Sick and Tired               | 1957 | Imperial |         | 13. |
| I Like It Like That (Part 1) | 1961 | Instant  | 02.     | 02. |
| Land of 1000 Dances          | 1963 | Instant  | 77.     |     |

## Singles
| veröffentl. | A- / B-Seite                                        | Kat.Nr.            |
| 1956        | Grandma's House / Don't Let Her Pin That Charge     | Baton 220          |
| 1957        | Sick and Tired / Nothing Will Keep Me From You      | Imperial 5448      |
| 1958        | I Have News For You / Will You Be Mine              | Imperial 5488      |
| 1959        | Rocket to the Moon / Life Is Just A Struggle        | Ron 335            |
| 1960        | Don´t Make No Noise / You Can´t Beat Uncle Sam      | Pontchartrain 8068 |
| 1961        | Don't Make No Noise / Right Kind Of Girl            | Prigan 2002        |
| 1961        | I Like It Like That Pt 1 / I Like It Like That Pt 2 | Instant 3229       |
| 1961        | Very True Story / Packin' Up                        | Instant 3234       |
| 1961        | Something You Got / Come See About Me               | Instant 3237       |
| 1962        | How Far / Time                                      | Instant 3244       |
| 1962        | Let Me Show You How (To Twist) / Johnny Little      | Instant 3247       |
| 1962        | Land Of 1000 Dances / That's My Girl                | Instant 3252       |
| 1963        | Come Back And See / Go Thru Life                    | Instant 3257       |
| 1964        | What's Wrong With Life / Never Reach Perfection     | Instant 3263       |
| 1964        | She Can Dance / Anybody Here See My Baby            | Instant 3265       |
| 1965        | Timber - Pt 1 / Timber - Pt 2                       | Atlantic 2290      |
| 1965        | The Life Of My Baby / They Took My Money            | Uptown 708         |
| 1965        | Get On This Train                                   | Uptown 716         |
| 1966        | I'm Lonely, Take Me / Cinderella                    | Instant 3277       |
| 1966        | All Night Rambler Pt 1 / All Night Rambler Pt 2     | Instant 3280       |
| 1967        | Shoo Rah / Stretch My Hands To You                  | Instant 3283       |
| 1967        | Fumigate Funky Broadway / Wind The Clock            | Instant 3286       |
| 1968        | Memories Of A King Pt1 / Memories Of A King Pt2     | Instant 3290       |
| 1968        | Mini-Skirts And Soul / Sad Mistake                  | Instant 3293       |

## LPs
| veröffentl. | Titel                 | Kat.Nr.       |
| 1966        | Land of 1000 Dances   | Atlantic 8117 |
| 1980        | The Name of the Place | Bandy 70015   |